# Coup d'un soir
Pour le film de Pasquale Festa Campanile, voir Amour sans lendemain. Pour le film d'Olivier Nicklaus, voir Plan cul (film).
Les expressions « coup d'un soir », « aventure sans lendemain » et plus vulgairement, en français européen, « plan cul » désignent le fait d'avoir une relation sexuelle ne connaissant pas de suite, les participants à cette activité n'ayant pas l'intention de développer une relation durable, ou même de se revoir. L'expression désigne aussi les partenaires eux-mêmes. Néanmoins, il est possible que les partenaires décident de se revoir pour former un « plan cul régulier ».

## Types

### Coup d'un soir
Le coup d'un soir est un rapport sexuel entre deux personnes n'ayant pas de lien affectif, et ne se revoyant pas par la suite. La pratique s'est banalisée au XXIe siècle avec l'émergence des applications mobiles de rencontres.
Selon des chercheurs ayant réalisé une étude sur le sujet, sur les campus américains, le coup d'un soir (ou one-night-stand, généralement abrégé ONS) est considéré par certains comme un rite de passage, une culture, mais selon des études de l'Institut Kinsey, réalisées aux États-Unis en 2021, les relations sans lendemain auraient « perdu leur attrait ».

### Plan cul régulier
En français européen, on parle également de « plan cul régulier » (souvent désigné par le sigle PQR) pour une relation dans laquelle les partenaires ont des relations sexuelles plus ou moins régulières mais sans se sentir engagés, c'est-à-dire que leurs relations peuvent s'interrompre brutalement sans que les partenaires doivent s'en émouvoir parce qu'ils n'ont le plus souvent pas de sentiments l'un pour l'autre.

### Plan cul régulier affectif
Le sociologue Jean-Claude Kaufmann évoque « l'avènement d'un nouveau mode relationnel, ni fondé sur l'exclusivité du couple traditionnel, ni totalement orienté vers la pratique du sexe-loisir », désigné sous le terme de « Plan Cul Régulier Affectif » (PCRA). Il s'agit d'un PQR (plan cul régulier) auquel s'ajoute un lien affectif et intellectuel entre les partenaires, la notion de « partenaire unique » étant présente dans la relation, faisant ainsi du PCRA un mode de relation à part entière.